# Marie-Chantale Gariépy
Pour les articles homonymes, voir Gariépy.
Marie-Chantale Gariépy, née le 1er mars 1975 à Montréal, est une écrivaine québécoise francophone.

## Biographie
Après des études en tourisme au collège Lasalle, Marie-Chantale Gariépy se spécialise en histoire de l'art à l'Université Concordia de Montréal puis en études littéraires, en lettres et en chant classique à l'UQAM.
En 2003, elle occupe le poste de rédactrice en chef à Ego Magazine, une revue consacrée au design. En parallèle, elle signe plusieurs nouvelles littéraires pour des revues spécialisées telles que Zinc et Jet d'encre, articles journalistiques et scénarios pour des courts-métrages.
Elle a également donné des ateliers de création littéraire dans certaines écoles primaires, secondaires et bibliothèques de Montréal, mais aussi ailleurs au Canada, auprès de populations francophones[réf. nécessaire].
En 2016, elle se démarque par l'écriture du recueil de nouvelles : 25 cents et autres histoires à la pièce, traduit en 2018 en langue serbe, et comme directrice littéraire aux éditions Tête première avec deux œuvres originales. Journal d'une insomniaque, le premier roman de la blogueuse montréalaise Catherine Fouron et L'ordre du méchoui, du romancier d'espionnage historique Lionel Noël.
En 2017, elle participe au Collectif Polar regroupant dix huit femmes québécoises, françaises et belges, sous la direction de Richard Migneault : Crimes au musée. Publié au Québec par les Éditions Druide et en France par les Éditions Belfond.

## Publications
Romans
- 1999 : Sur les ailes d'un ange et autres moyens de transport inadéquats, éditions Trait d'union.
- 2005 : Sparadrap, éditions Marchand de feuilles.
- 2008 : Dredio, éditions Marchand de feuilles.
- 2009 : Gina, éditions Coups de tête.
- 2014 : Les Fleurs carnivores, éditions Tête première.

Nouvelles
- 2005 : Pancréas, Jet d’encre, Sherbrooke.
- 2006 : Haiku, Zinc 6, Montréal.
- 2007 : Paraiso, Zinc, Montréal.
- 2008 : Premières amours, (collectif), Éditions de la Courte Échelle, Montréal.
- 2015 : Douze histoires de plage et une noyade, (collectif), Éditions Coups de tête, Montréal.
- 2016 : 25 cents et autres histoires à la pièce, éditions Tête première, Montréal.
- 2017 : Crimes au musée. Éditions Belfond, Paris. Éditions Druide, Montréal.
- 2018 : Des histoires de musique et une de silence (collectif). Éditions Tête première, Montréal.

Littérature jeunesse
- 2008 : Un besoin de vengeance, Éditions de la Courte Échelle, Montréal.
- 2009 : Le marchand de bêtises, Éditions de la Courte Échelle, Montréal[3]
- 2010 : La Voleuse Rouge, Éditions de la Courte Échelle, Montréal[4]

## Distinctions
En 2008, Marie-Chantale Gariépy remporte le Prix Joseph S. Stauffer accordé par le Conseil des arts du Canada.